# Lennart Klockare
Karl Lennart Klockare, född 19 augusti 1945 i Nederkalix församling i Norrbottens län, är en svensk politiker (socialdemokrat) från Boden, som var riksdagsledamot 1994 till 2006. Han var ledamot i socialförsäkringsutskottet och suppleant i trafikutskottet. Klockare var invald för Norrbottens läns valkrets. Han har arbetat i drygt 30 år vid Försäkringskassan i Norrbotten, sedan mitten av 1970-talet som kontorschef. Han är far till Stefan Klockare.